# Gloeophyllum trabeum
Lenzite des poutres
Espèce
Synonymes
- Agaricus trabeus Pers.[1]
- Cellularia trabea (Pers.) Kuntze[1]
- Daedalea trabea (Pers.) Fr.[1]
- Lenzites trabea (Pers.) Fr.[1]
- Lenzites trabeus (Pers.) Bres.[1]
- Leptoporus trabeus (Pers.) Bourdot & Galzin[1]
- Leptoporus trabeus (Rostk.) Quél.[1]
- Polyporus trabeus (Pers.) Rostk.[1]
- Trametes trabea (Pers.) Bres.[1]
- Trametes trabea G.H. Otth[1]

Le Lenzite des poutres (Gloeophyllum trabeum) est une espèce de champignons basidiomycètes de la famille des Gloeophyllaceae.